# Agelasta ocellifera
Agelasta ocellifera es una especie de escarabajo longicornio de la subfamilia Lamiinae. Fue descrita científicamente por Westwood en 1863.
Se distribuye por Filipinas. Posee una longitud corporal de 14-18 milímetros. El período de vuelo de esta especie ocurre en el mes de julio.